# Anthony Hoskins

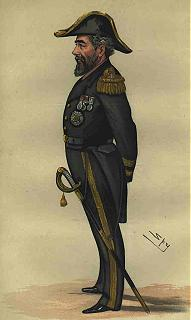
Admiral Anthony Hoskins in einer Karikatur in der Zeitschrift Vanity Fair (28. April 1883)

Sir Anthony Hiley Hoskins, GCB (* 1. September 1828 in North Perrott, Somerset, England; † 21. Juni 1901 in Dorking, Surrey, England) war ein britischer Admiral der Royal Navy, der unter anderem zwischen 1891 und 1893 Erster Seelord war.

## Leben

### Seeoffizier

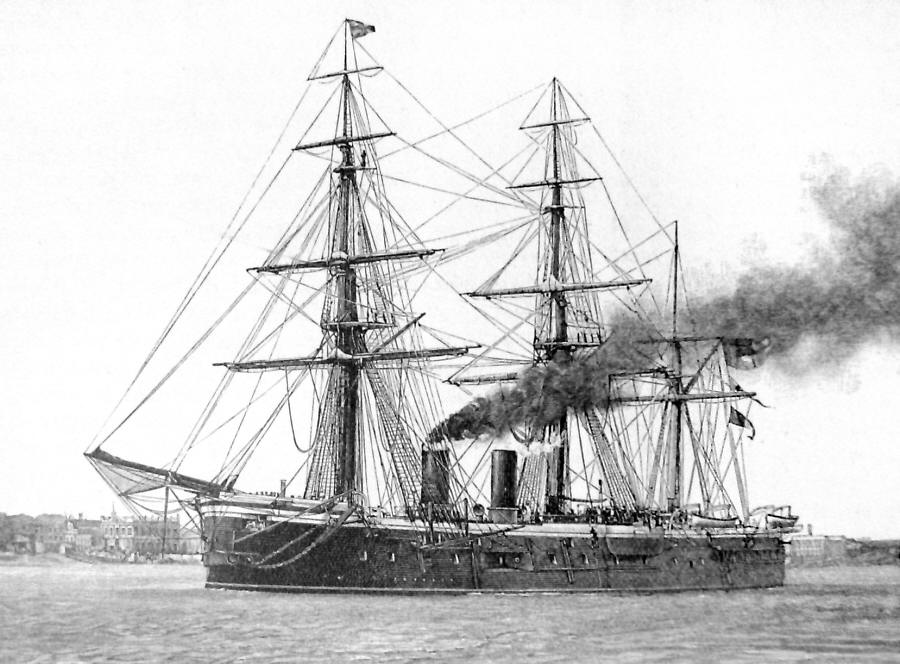
Kapitän zur See Hoskins war von 1873 bis 1875 Kommandant des Panzerschiffs HMS Sultan.

Anthony Wiley Hoskins trat nach dem Besuch des renommierten 1382 gegründeten Winchester College im April 1842 als Seekadett in die Royal Navy und erhielt am 26. März 1849 seine Beförderung zum Kapitänleutnant (Lieutenant). Er nahm 1851 am Xhosa-Krieg, dem Achten Grenzkrieg im Osten der Kapkolonie, sowie während des von 1856 bis 1860 dauernden Zweiten Opiumkrieges unter anderem an der Schlacht um Kanton (28. bis 31. Dezember 1857) teil. Am 26. Februar 1858 erfolgte seine Beförderung zum Fregattenkapitän (Commander) und im Anschluss die Übernahme verschiedener Schiffskommandos wie zum Beispiel über die Sloop HMS Hecate, die Sloop HMS Plumper sowie die Sloop HMS Zebra. Am 12. Dezember 1863 wurde er zum Kapitän zur See (Captain) befördert und war zwischen August 1869 und November 1872 Kommandant der Sloop HMS Eclipse.
Im Anschluss war Hoskins von Juli 1873 bis April 1875 Kommandant des Panzerschiffs HMS Sultan sowie daraufhin zwischen April und September 1878 Kommandant der Gepanzerten Fregatte HMS Hector. Daraufhin übernahm er im September 1875 den Posten als Oberkommandierender des Marine-Stützpunktes Australien (Commander-in-Chief, Australia Station) und hatte diesen drei Jahre lang bis September 1878 inne. Für seine dortigen Verdienste wurde er 1877 Companion des Order of the Bath (CB).

### Aufstieg zum Admiral und Erster Seelord
Nach seiner Rückkehr wurde Anthony Hoskins am 15. Juni 1879 zum Konteradmiral (Rear-Admiral) befördert und wechselte in die Admiralität, in der er zwischen Mai 1880 und Juli 1882 Junior Sea Lord und damit als Vierter Seelord (Fourth Sea Lord and Chief of Naval Supplies) für Verpflegung, Nachschub, Transport und medizinische Versorgung zuständig war. Anschließend fand er Verwendung während des von Juli bis September 1882 dauernden Anglo-Ägyptischen Krieges zur Niederschlagung der Urabi-Bewegung und fungierte danach zwischen November 1882 und September 1885 als Kommandierender Admiral der Reserve (Admiral Commanding Reserves) Für seine dortigen Verdienste wurde er am 17. November 1882 zum Knight Commander des Order of the Bath (KCB) geschlagen, woraufhin er den Namenszusatz „Sir“ führte.
Am 1. Juni 1885 erfolgte die Beförderung von Hoskins zum Vizeadmiral (Vice-Admiral) und er löste im Juli 1885 Vizeadmiral Beauchamp Seymour, 1. Baron Alcester als Zweiter Seelord (Second Sea Lord and Chief of Naval Personnel) ab und war als solcher für die Personalfragen der Royal Navy zuständig. Er verblieb in diesem Amt bis Dezember 1888 und wurde danach von Vizeadmiral Richard Vesey Hamilton abgelöst. Am 11. März 1889 löste er Vizeadmiral Prinz Alfred, Duke of Edinburgh als Oberkommandierender der Mittelmeerflotte (Commander-in-Chief, Mediterranean Fleet) und hatte diesen Posten bis August 1891 inne, woraufhin Vizeadmiral George Tyron seine Nachfolge antrat.
Nachdem Hoskins am 20. Juni 1891 zum Admiral befördert worden war, übernahm er am 28. September 1891 von Admiral Richard Vesey Hamilton den Posten  als Erster Seelord (First Sea Lord) an. Er bekleidete diesen Posten zwei Jahre lang bis zum 1. November 1893 und wurde danach von Admiral Frederick Richards abgelöst. 1893 erfolgte auch die Verleihung des Großkreuzes des Order of the Bath (GCB). Er war seit 1865 mit Dorothea Robinson verheiratet, einer Tochter von Sir George Stamp Robinson, 7th Baronet, des Ehrenkanons der Kathedrale von Peterborough.